# Айкаван (Крым)
Айкава́н (укр. Айкаван, крымскотат. Aykavan, Айкаван, арм. Հայկավան) — посёлок в Симферопольском районе Крыма, входит в состав Трудовского сельского поселения (Трудовского сельского совета).

## Население
| 2001 | 2014 |
| ---- | ---- |
| 123  | ↗692 |

## Современное состояние
В Айкаване 28 улиц и 2 переулка, площадь, по данным сельсовета на 2009 год, занимаемая селением, 55,5 гектаров, на которой в 500 дворах числилось 104 жителя. На 2011 год, по данным Симферопольской райгосадминистрации — 160 жителей, площадь в пределах поселковой черты 85,5504 гектара.

## География

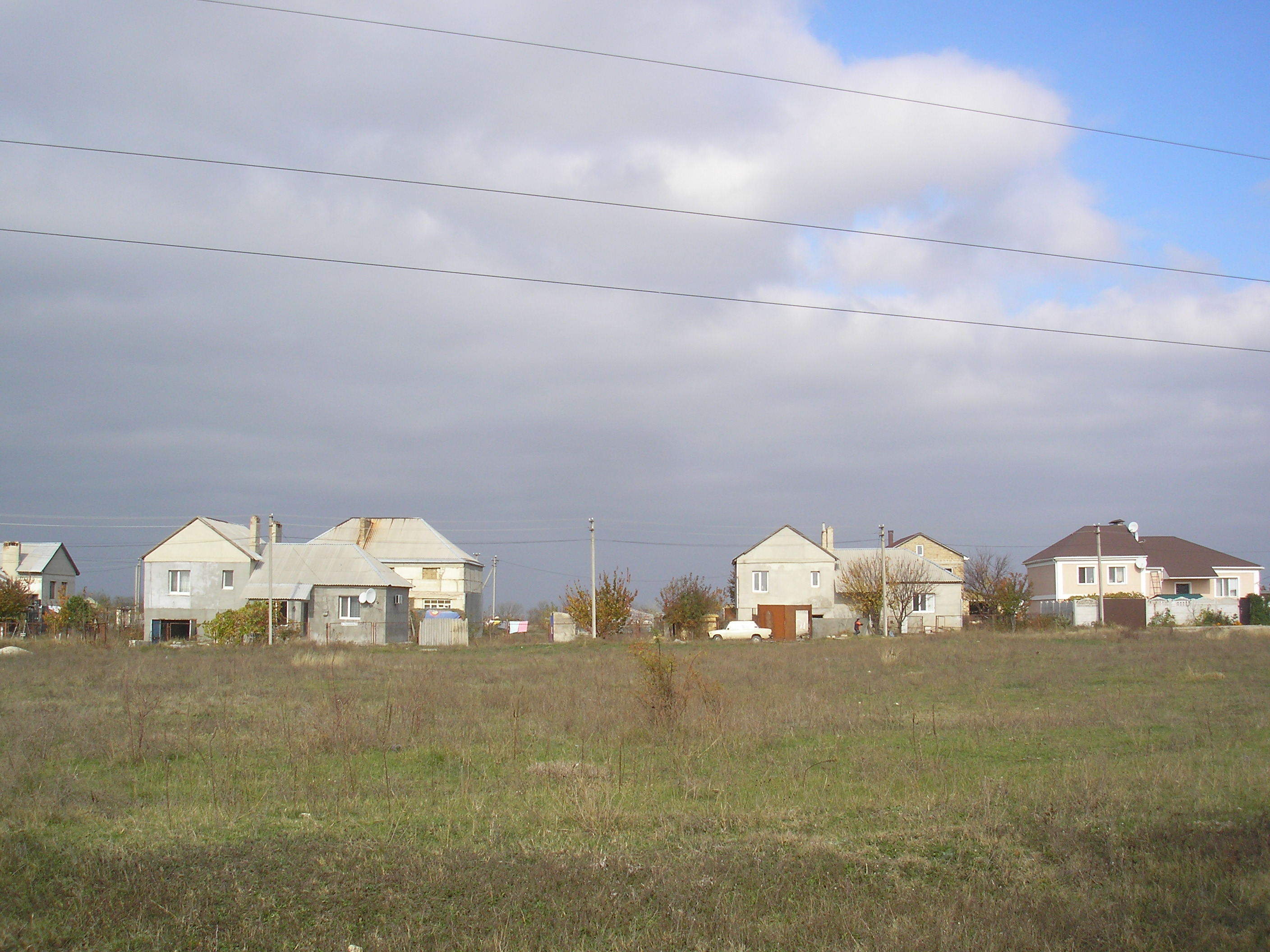
Посёлок Айкаван. 2013 год

Посёлок Айкаван расположен в центре района, практически — северо-восточная окраина Симферополя, в 1 км севернее шоссе Симферополь — Феодосия . Примыкает к бывшему селу Белое, входящему в состав города. Высота центра над уровнем моря 295 м. Связан с Симферополем автобусным маршрутом 22А Бородина - Айкаван - Каменка - Бородина .

## История
Решением 15 сессии Симферопольского районного Совета 21 созыва от 3 сентября 1993 года на землях второго отделения совхоза «Дубки» Трудовского сельсовета выделен участок для создания населенного пункта Айкаван площадью 54 га, из которых 51 га пашни и 3 га лесополос. Официальной датой образования посёлка считается 23 марта 1995 года, когда, постановлением Совета Министров АР Крым, село было поставлено на учёт под наименованием Айкаван, что в переводе с армянского означает «армянский посёлок» (арм. Հայկավան), так как данный населённый пункт является местом компактного проживания армян; так, согласно Всеукранской переписи населения 2001 года, 34,15 % населения посёлка указали своим родным языком армянский.

## Кадастровое деление
В границах посёлка образован кадастровый квартал с кадастровым номером 90:12:170701 (согласно российской публичной кадастровой карте) и 0124787000:07:001 (согласно публичной кадастровой карте Украины).